# Chris Elliott

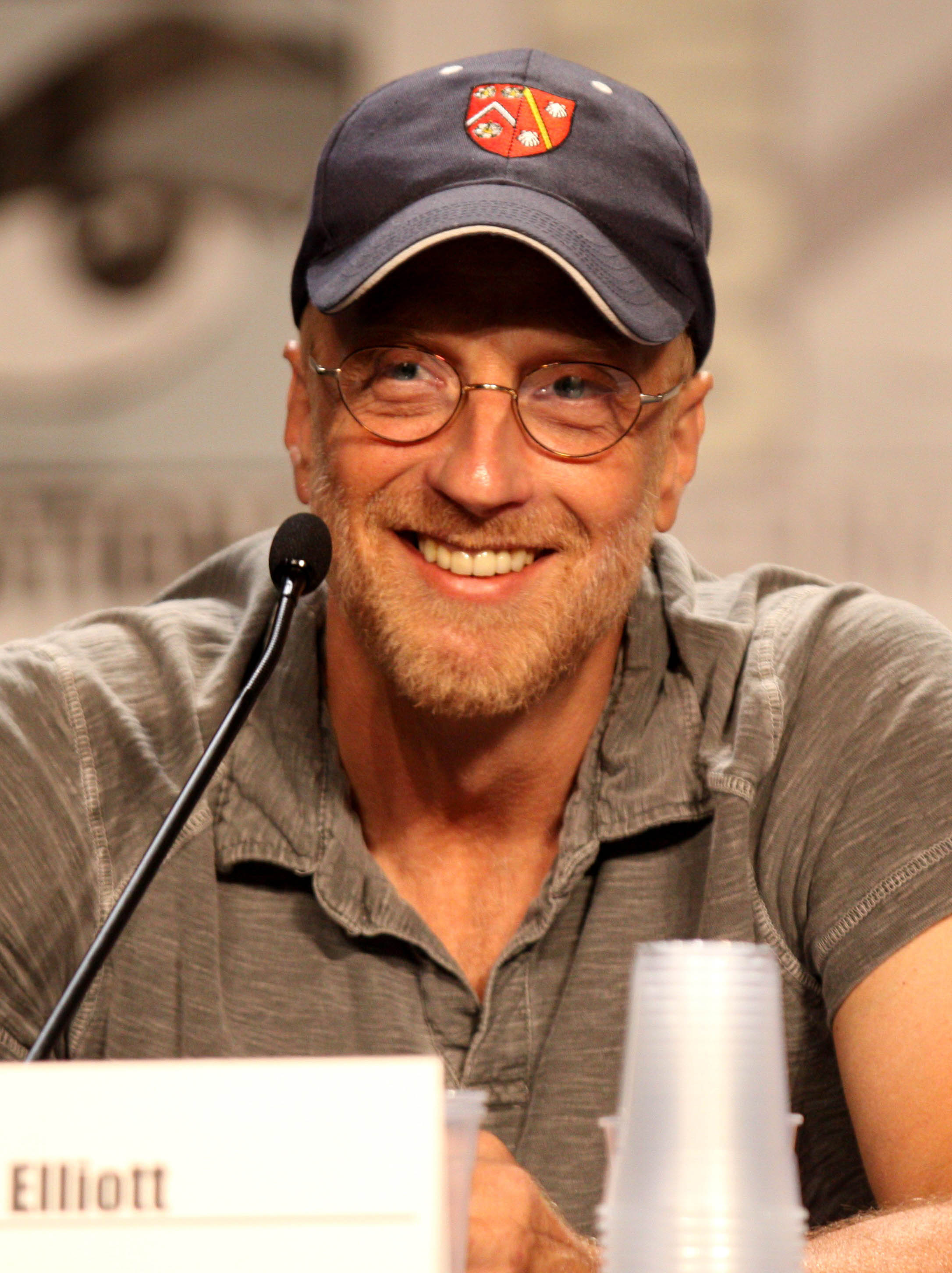
Chris Elliott im Juli 2011 bei der San Diego Comic-Con

Christopher Nash „Chris“ Elliott (* 31. Mai 1960 in New York City) ist ein US-amerikanischer Komiker und Schauspieler. Er ist der Sohn des Komikers Bob Elliott und Vater der Schauspielerin Abby Elliott.

## Leben

### Fernsehen
Chris Elliott wurde in den USA bekannt, als er in den frühen 1980er Jahren in der Fernsehshow Late Night with David Letterman auftrat und darin bis 1990 einige sonderbare Rollen spielte.
In den 1990er Jahren erschuf er seine eigene Sitcom namens Get A Life, in der er den 30-jährigen Zeitungsjungen Chris Peterson mimte, der bei seinen Eltern lebt. Sein tatsächlicher Vater, Bob Elliott, spielte darin den Vater von Chris Peterson. Auch Brian Doyle-Murray war in der Serie zu sehen.
Elliott war ab 1994 Darsteller der bekannten US-Comedyshow Saturday Night Live. Im selben Jahr war er als Hauptdarsteller in dem Film Schiffsjunge ahoi!, in der auch Elliotts alter Arbeitgeber David Letterman einen Gastauftritt hatte, zu sehen. Elliott steuerte auch das Drehbuch bei, Produzent war Tim Burton.
In zehn Folgen der Sitcom Alle lieben Raymond spielte er Peter MacDougall, ein Mitglied von Roberts Schwiegerfamilie.
Des Weiteren hatte er diverse Gastauftritte in den Sitcoms King of Queens (2001 als F. Moynihan und 2006 als Pete), in Die wilden Siebziger als Vertrauenslehrer Mr. Bray (2005),  in Still Standing als Jeff Hackman (Arbeitskollege von Bill Miller) und in Immer wieder Jim als Reverend Gaylord Pierson (3 Folgen).
Er hatte auch einen Gastauftritt in der Sitcom Die Nanny, in der er sich als Bodyguard des Präsidenten ausgab, in Wahrheit jedoch nur den Papagei des Präsidenten beschützte. Ebenfalls eine Gastrolle hat Elliott bei der US-amerikanischen Serie How I Met Your Mother, bei der er die Rolle des Vaters von Lily, einer der Hauptfiguren, spielt.
Seit 2007 trat er immer mal wieder in der Late Show with David Letterman auf.

### Kino
In Deutschland ist Elliott vor allem durch seine Filmauftritte bekannt. So spielte er 1993 den Kameramann Larry in der Komödie Und täglich grüßt das Murmeltier an der Seite von Bill Murray und Andie MacDowell.

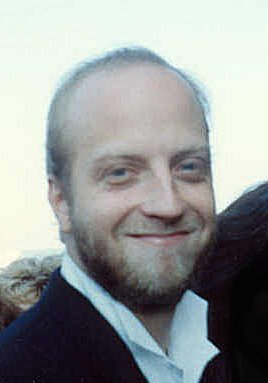
Chris Elliott, 1989

1998 spielte er den lästigen Ex-Freund von Mary (Cameron Diaz) in Verrückt nach Mary, der bei ihrem Anblick einen juckenden Ausschlag bekommt.
Des Weiteren war er in Teil 2 (2001) und Teil 4 (2006) der Scary-Movie-Reihe zu sehen.

### Bücher
Elliott hat zwei fiktionale Bücher geschrieben. Daddy's Boy, eine Biografie über das Aufwachsen mit einem berühmten Vater, sowie The Shroud of the Thwacker, ein historischer Roman über einen Serienkiller in New York im Jahr 1882, der den berüchtigten Fall Jack the Ripper parodiert.

### Privates
Chris Elliott ist seit 1986 mit Paula Niedert verheiratet und hat zwei Töchter, die Schauspielerinnen Abby Elliott und Bridey Elliott. Er lebt mit seiner Familie seit 2008 in Old Lyme, Connecticut.

## Auszeichnungen
4 Emmys und 5 Emmy-Nominierungen für Late Night with David Letterman in der Kategorie Outstanding Writing in a Variety or Music Program (jeweils zusammen mit anderen Autoren)

## Filmografie
- 1982–1985: Late Night with David Letterman (Fernsehserie)
- 1983: Lianna
- 1984: Gremlords (Hyperspace)
- 1985: Zwei dufte Kumpel (My Man Adam)
- 1986: FDR: A One Man Show (Kurzfilm)
- 1986: Blutmond (Manhunter)
- 1987: Action Family (Kurzfilm)
- 1987: Miami Vice (Fernsehserie)
- 1987: Der Equalizer (The Equalizer, Fernsehserie)
- 1989: New Yorker Geschichten (New York Stories)
- 1989: Abyss (The Abyss)
- 1989: Die Tattingers (Fernsehserie)
- 1990–1991: Get a Life (Fernsehserie)
- 1992: Medusa: Dare to Be Truthful (Kurzfilm)
- 1993: The Traveling Poet (Kurzfilm)
- 1993: Und täglich grüßt das Murmeltier (Groundhog Day)
- 1993: CB4 – Die Rapper aus L.A. (CB4)
- 1994: Pete & Pete (The Adventures of Pete & Pete, Fernsehserie)
- 1994: Poolside Ecstasy (Kurzfilm)
- 1994: Housewives: The Making of the Cast Album (Kurzfilm)
- 1994: Schiffsjunge ahoi! (Cabin Boy)
- 1994–1995: Saturday Night Live (Fernsehserie)
- 1995: Quotenkönig im Affenstall (The Barefoot Executive, Fernsehfilm)
- 1995–1996: Murphy Brown (Fernsehserie)
- 1996: Kingpin
- 1996: Überflieger (Wings, Fernsehserie)
- 1997: Sabrina – Total Verhext! (Sabrina, the Teenage Witch, Fernsehserie, Episode 1x16)
- 1997–1998: The Naked Truth (Fernsehserie)
- 1998: Verrückt nach Mary (There’s Something About Mary)
- 1998: Die Nanny (The Nanny, Fernsehserie)
- 1999: Die Tracey Ullman Show (Tracey Takes On…, Fernsehserie)
- 2000: The Sky Is Falling
- 2000: Outer Limits – Die unbekannte Dimension (The Outer Limits, Fernsehserie, Episode 6x01)
- 2000: Schneefrei (Snow Day)
- 2000: Familie Klumps und der verrückte Professor (Nutty Professor II: The Klumps)
- 2000: Cursed / The Steven Weber Show (Fernsehserie)
- 2001: Scary Movie 2
- 2001: Osmosis Jones
- 2001: Ed – Der Bowling-Anwalt (Ed, Fernsehserie)
- 2001 und 2006: King of Queens (The King of Queens, Fernsehserie)
- 2002: Still Standing (Fernsehserie)
- 2002–2004: Immer wieder Jim (According to Jim, Fernsehserie)
- 2003: Caged (Kurzfilm)
- 2004: Third Watch – Einsatz am Limit (Third Watch, Fernsehserie)
- 2005: Die wilden Siebziger (That ’70s Show, Fernsehserie)
- 2003–2005: Alle lieben Raymond (Everybody Loves Raymond, Fernsehserie)
- 2006: Scary Movie 4
- 2006: I’ll Believe You
- 2007: Chrissy: Plain & Simple (Kurzfilm)
- 2007: Christmas Cottage
- 2007: Late Show with David Letterman (Fernsehserie)
- 2009: Dance Flick – Der allerletzte Tanzfilm (Dance Flick)
- 2009–2014: How I Met Your Mother (Fernsehserie, 11 Folgen)
- 2011–2014: Eagleheart (Fernsehserie, 34 Folgen)
- 2012: Der Diktator (The Dictator)
- 2014: Good Wife (The Good Wife, Fernsehserie, Folge 6x11)
- 2014: Wie schreibt man Liebe (The Rewrite)
- 2015–2020: Schitt’s Creek (Fernsehserie, 74 Folgen)
- 2017: The Last Man on Earth (Fernsehserie, 2 Folgen)
- 2022: Maggie (Fernsehserie)